# Summersville (West Virginia)
Summersville is een plaats (town) in de Amerikaanse staat West Virginia, en valt bestuurlijk gezien onder Nicholas County.

## Demografie
Bij de volkstelling in 2000 werd het aantal inwoners vastgesteld op 3294.
In 2006 is het aantal inwoners door het United States Census Bureau geschat op 3356, een stijging van 62 (1,9%).

## Geografie
Volgens het United States Census Bureau beslaat de plaats een oppervlakte van
11,0 km², geheel bestaande uit land. Summersville ligt op ongeveer 591 m boven zeeniveau.

## Plaatsen in de nabije omgeving
De onderstaande figuur toont nabijgelegen plaatsen in een straal van 28 km rond Summersville.